# Zak O’Sullivan
Zak O'Sullivan (Cheltenham 2005. február 6.–) angol-ír autóversenyző, 2021-ben megnyerte a brit Forma–3-as bajnokságot. A Williams versenyzői akadémia tagja.

## Pályafutása

### A kezdetek
Zak O'Sullivan 2005 februárjában született és 9 évesen kezdett el gokartozni. 2014-ben kezdett el versenyezni és megnyerte a brit Super One Rookie bajnokságot.
2019-ben debütált a Ginetta Junior bajnokságban a Douglas Motorsport pilótájaként, viszont szezon közben az R Racing csapathoz szerződött. A szezont 2. helyen zárta, legjobb újoncként.
2020-ban a brit Formula–4-es szériában vezetett útja, ahol a Carlin versenyzőjeként 2. helyen végzett.

### Brit Formula–3-as bajnokság
2021-ben a brit Formula–3-ban versenyzett, ismét a Carlin csapatával. Az utolsó versenyhétvége első versenyét megnyerve bajnoki címet szerzett.
2022-ben nevezték az Autosport BRDC díjra, amit minden évben a legjobb brit fiatal pilótának ítélnek oda. Oliver Bearmant, Jonny Edgart és Louis Fostert nevezték rajta kívül az elismerésre, de végül ő nyerte meg, megelőzve riválisait.

### Formula–3
2021 novemberében ismét a Carlin csapatával részt vett a Formula–1 második utánpótlás bajnokságának számító FIA Formula–3 bajnokság szezon utáni kollektív tesztjein a Valencia Circuit-en. 2021. február 4-én kiderült, hogy 2022-ben a teljes idényben az F3-ban fog versenyezni a Carlinnal. Ezzel folytatódott a csapattal való együttműködése, amely 2020 óta tartott. A szezon során két dobogós helyezést és egy pole-pozíciót szerzett, és a 11. helyen végzett a tabellán.

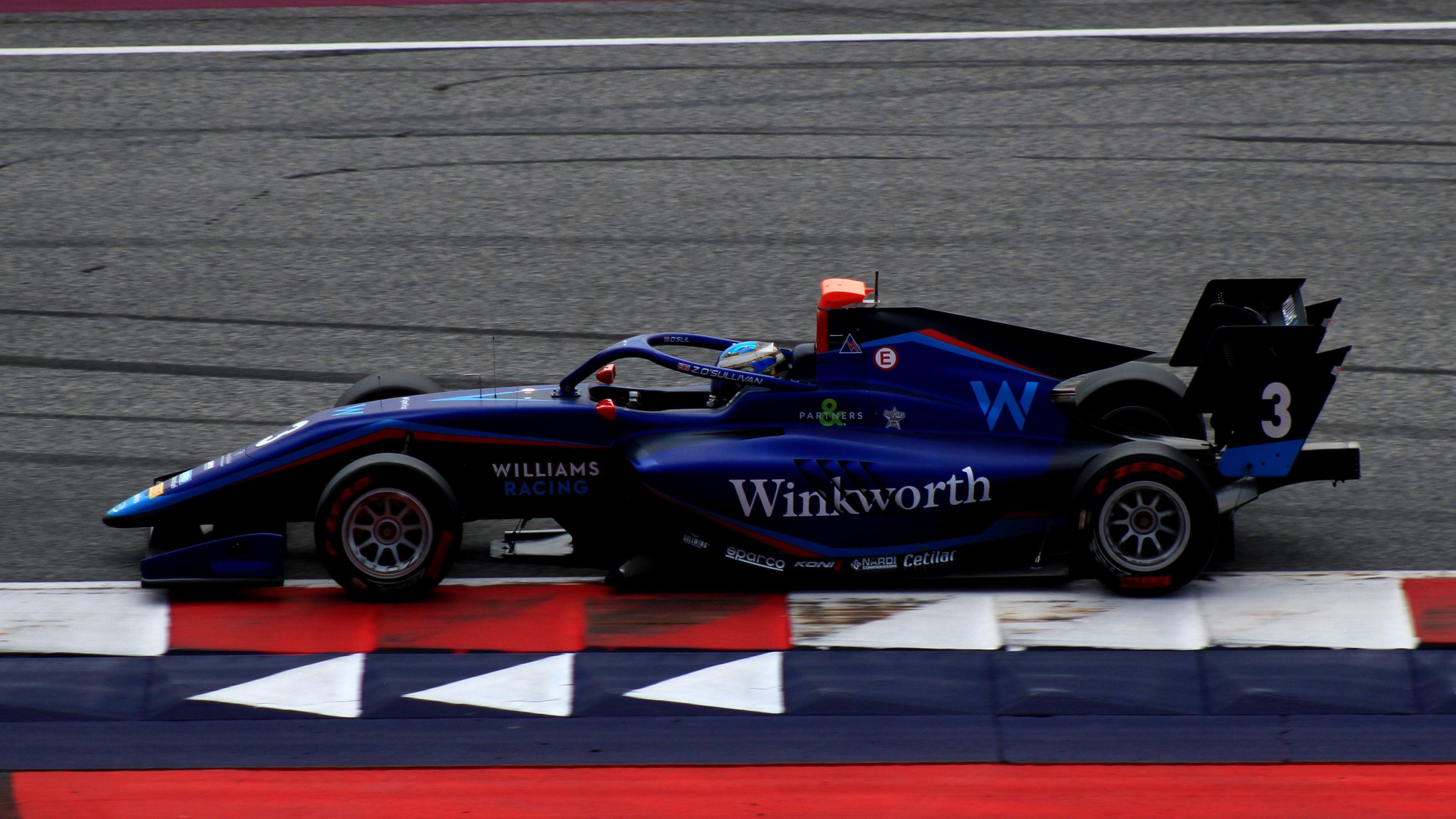
O'Sullivan a 2023-as osztrák nagydíjon.

A 2023-as szezonban a korábbi többszörös bajnok, Prema Racing csapathoz igazolt, ahol Paul Aron és Dino Beganovic lett a csapattársa. Az Albert Parkban másodikként ért célba, de az első helyet megszerző argentin, Franco Colapintót kizárták technikai szabályszegés miatt, és így O'Sullivan kapta meg a győzelmet. A katalán sprinten már önerőből diadalmaskodott Luke Browning és az olasz Leonardo Fornaroli előtt. A brit még két győzelmet aratott, az elsőt a Red Bull Ringen, a másodikat a Hungaroringen. A bajnokságot a 2. helyen zárta, 45 ponttal lemaradva a bajnoki címet megszerző brazil, Gabriel Bortoleto mögött. Összesen 4 győzelemmel és 5 dobogós helyezéssel zárt. 

### Formula–2
2023 októberében bejelentésre került, hogy a francia ART Grand Prix versenyzője lesz a 2024-es FIA Formula–2 bajnokságban a 2022-es F3-as bajnok, Victor Martins mellett. A monacói utcai pályán egy kockázatos, de hatékony stratégiának köszönhetően megszerezte első győzelmét a sorozatban a 15. helyről rajtolva. Második győzelmét Belgiumban, Spa-ban szerezte a sprintversenyen, Dennis Hauger és Richard Verschoor előtt, ahol jól kontrollálta a heves esőzések miatt lerövidített versenytávot.
Az olaszországi Monza fordulót követően bejelentette, hogy anyagi problémák miatt kénytelen kiszállni a bajnokságból és idő előtt befejezni a szezont. Helyére egy másik Williams akadémista, Luke Browning érkezett.

### Super Formula
2024 decemberében O'Sullivan részt vett a japán Super Formula bajnokság tesztjén a Suzuka Circuit-en. Nem sokkal a tesztje után O'Sullivan megerősítette, hogy 2025-ben a Kondo Racing színeiben indul a szériában.

### Formula–1
2022 februárjában bejelentették, hogy O’Sullivan csatlakozik a Williams versenyzői akadémiájához. 2022 október végén életében először vezethetett Formula–1-es autót, az Aston Martin AMR21-et a Silverstone Circuit-en, az előző évi Aston Martin Autosport BRDC Díj megszerzéséért járó jutalma részeként.
A 2023-as Abu-dzabi nagydíj első szabadedzésein debütált egy éles F1-es hétvégén a Williams FW45-öt vezetve. Az edzést a 18. helyen zárta, 1,3 másodperccel lemaradva a leggyorsabb időtől. Később visszatért a szezon utáni fiatalok tesztjére is, ahol 50 kört futott a konstrukcióval.

## Eredményei

### Karrier összefoglaló
| Szezon | Bajnokság                | Csapat             | Verseny | Győzelem | Pole | Leggyorsabb kör | Dobogós helyezés | Pont  | Helyezés |
| ------ | ------------------------ | ------------------ | ------- | -------- | ---- | --------------- | ---------------- | ----- | -------- |
| 2019   | Ginetta Junior-bajnokság | Douglas Motorsport | 10      | 0        | 1    | 1               | 5                | 591   | 2.       |
| 2019   | Ginetta Junior-bajnokság | R Racing           | 16      | 3        | 3    | 3               | 9                | 591   | 2.       |
| 2020   | Brit Formula–4-bajnokság | Carlin             | 26      | 9        | 3    | 4               | 18               | 408.5 | 2.       |
| 2021   | Brit Formula–3-bajnokság | Carlin             | 24      | 7        | 5    | 8               | 14               | 535   | 1.       |
| 2022   | Formula–3                | Carlin             | 18      | 0        | 1    | 1               | 2                | 54    | 11.      |
| 2023   | Formula–3                | Prema Racing       | 18      | 4        | 1    | 3               | 5                | 119   | 2.       |
| 2024   | Formula–2                | ART Grand Prix     | 22      | 2        | 0    | 1               | 2                | 59    | 16.      |
| 2025   | Super Formula            | Kondo Racing       | 0       | 0        | 0    | 0               | 0                | 0*    | HN*      |

* A szezon jelenleg is zajlik.

### Teljes FIA Formula–3-as eredménysorozata
(Táblázat értelmezése)

(Félkövér: pole-pozícióból indult; dőlt: leggyorsabb kört futott) 

| Év   | Csapat       | 1          | 2          | 3          | 4         | 5          | 6           | 7          | 8         | 9          | 10         | 11         | 12         | 13         | 14         | 15         | 16         | 17         | 18         | Helyezés | Pont |
| ---- | ------------ | ---------- | ---------- | ---------- | --------- | ---------- | ----------- | ---------- | --------- | ---------- | ---------- | ---------- | ---------- | ---------- | ---------- | ---------- | ---------- | ---------- | ---------- | -------- | ---- |
| 2022 | Carlin       | BHR SPR 6  | BHR FEA 18 | IMO SPR Ki | IMO FEA 6 | ESP SPR 18 | ESP FEA 27† | GBR SPR 14 | GBR FEA 2 | AUT SPR 12 | AUT FEA 17 | HUN SPR 18 | HUN FEA 4  | BEL SPR 20 | BEL FEA 13 | NED SPR 3  | NED FEA 23 | ITA SPR Ki | ITA FEA 11 | 11.      | 54   |
| 2023 | Prema Racing | BHR SPR 12 | BHR FEA 12 | AUS SPR 1  | AUS FEA 5 | MON SPR 13 | MON FEA 7   | ESP SPR 1  | ESP FEA 8 | AUT SPR 4  | AUT FEA 1  | GBR SPR 16 | GBR FEA 18 | HUN SPR 22 | HUN FEA 1  | BEL SPR 15 | BEL FEA 12 | ITA SPR 11 | ITA FEA 2  | 2.       | 119  |

† A versenyt nem fejezte be, de helyezését értékelték, mert a versenytáv több, mint 90%-át teljesítette.

### Teljes FIA Formula–2-es eredménysorozata
(Táblázat értelmezése)

(Félkövér: pole-pozícióból indult; dőlt: leggyorsabb kört futott) 

| Év   | Csapat         | 1         | 2         | 3           | 4          | 5         | 6          | 7         | 8          | 9          | 10        | 11        | 12         | 13        | 14        | 15         | 16         | 17         | 18         | 19         | 20        | 21         | 22         | 23      | 24      | 25      | 26      | 27      | 28      | Helyezés | Pont |
| ---- | -------------- | --------- | --------- | ----------- | ---------- | --------- | ---------- | --------- | ---------- | ---------- | --------- | --------- | ---------- | --------- | --------- | ---------- | ---------- | ---------- | ---------- | ---------- | --------- | ---------- | ---------- | ------- | ------- | ------- | ------- | ------- | ------- | -------- | ---- |
| 2024 | ART Grand Prix | BHR SPR 7 | BHR FEA 4 | KSA SPR 16† | KSA FEA Ki | AUS SPR 8 | AUS FEA Ki | IMO SPR 9 | IMO FEA 13 | MON SPR 10 | MON FEA 1 | ESP SPR 9 | ESP FEA 15 | AUT SPR 9 | AUT FEA 9 | GBR SPR Ki | GBR FEA 11 | HUN SPR 19 | HUN FEA 14 | BEL SPR 1‡ | BEL FEA 4 | ITA SPR Ki | ITA FEA 13 | AZE SPR | AZE FEA | QAT SPR | QAT FEA | UAE SPR | UAE FEA | 16.      | 59   |

† A versenyt nem fejezte be, de helyezését értékelték, mert a versenytáv több, mint 90%-át teljesítette.
‡ A versenyt félbeszakították, és mivel a versenytáv több, mint 25%-át, de annak kevesebb, mint 50%-át teljesítették, így csökkentett pontszámokat osztottak.

### Teljes Super Formula eredménysorozata
(Táblázat értelmezése)

(Félkövér: pole-pozícióból indult; dőlt: leggyorsabb kört futott) 

| Év   | Csapat       | 1     | 2       | 3      | 4      | 5      | 6   | 7   | 8   | 9   | 10  | 11  | 12  | Helyezés | Pont |
| ---- | ------------ | ----- | ------- | ------ | ------ | ------ | --- | --- | --- | --- | --- | --- | --- | -------- | ---- |
| 2025 | Kondo Racing | SUZ 8 | SUZ 22† | MOT 12 | MOT 11 | AUT Ki | FUJ | FUJ | SUG | FUJ | FUJ | SUZ | SUZ | 15.*     | 3*   |

* A szezon jelenleg is zajlik.
† A versenyt nem fejezte be, de helyezését értékelték, mert a versenytáv több, mint 90%-át teljesítette.
‡ A versenyt félbeszakították, és mivel nem teljesítették a táv 75%-át, így csak a pontok felét kapta meg.

### Teljes Formula–1-es eredménysorozata
(Táblázat értelmezése)

(Félkövér: pole-pozícióból indult; dőlt: leggyorsabb kört futott) 

| Év   | Csapat   | 1   | 2   | 3   | 4   | 5   | 6   | 7   | 8   | 9   | 10  | 11  | 12  | 13  | 14  | 15  | 16  | 17  | 18  | 19  | 20  | 21  | 22     | Helyezés | Pont |
| ---- | -------- | --- | --- | --- | --- | --- | --- | --- | --- | --- | --- | --- | --- | --- | --- | --- | --- | --- | --- | --- | --- | --- | ------ | -------- | ---- |
| 2023 | Williams | BHR | SAU | AUS | AZE | MIA | MON | ESP | CAN | AUT | GBR | HUN | BEL | NED | ITA | SIN | JPN | QAT | USA | MEX | BRA | LVS | UAE Tp | —        | —    |